# 高梨駅
高梨駅（たかなしえき）は、かつて新潟県小千谷市高梨に設置されていた、日本国有鉄道（国鉄）魚沼線の駅（廃駅）である。
魚沼線の廃止に伴い、1984年（昭和59年）4月1日に廃駅となった。

## 歴史
- 1911年（明治44年）9月14日：魚沼鉄道の高梨停留所として、路線の開業と同時に新設[1]。旅客・荷物を取り扱い[1]。
- 1912年（明治45年）7月23日認可：停車場に変更[1]。
- 1922年（大正11年）6月15日：魚沼鉄道の国有化により、国有鉄道・魚沼線の駅となる[1]。
- 1944年（昭和19年）10月16日：魚沼線が不要不急線として、当面の間営業休止となる[1]。
- 1954年（昭和29年）8月1日：新線上に移転し、営業を再開[1]。同時に荷物の取り扱いを廃止し、無人駅化。
- 1984年（昭和59年）4月1日：魚沼線の全線廃止に伴い、廃駅となる[1]。

## 駅構造
廃止時は、単式ホーム1面1線を有する無人駅であった。

## 隣の駅
日本国有鉄道
魚沼線
片貝駅 - 高梨駅 - 小粟田駅
- 1913年（大正2年）から1914年（大正3年）までの間、片貝駅との間に池津駅（貨物駅）があった。